# Dixon (Nebraska)
Dixon és una població dels Estats Units a l'estat de Nebraska. Segons el cens del 2000 tenia 108 habitants.

## Demografia
Segons el cens del 2000, Dixon tenia 108 habitants, 49 habitatges, i 31 famílies. La densitat de població era de 278 habitants per km².
Dels 49 habitatges en un 22,4% hi vivien nens de menys de 18 anys, en un 53,1% hi vivien parelles casades, en un 10,2% dones solteres, i en un 36,7% no eren unitats familiars. En el 36,7% dels habitatges hi vivien persones soles el 22,4% de les quals corresponia a persones de 65 anys o més que vivien soles. El nombre mitjà de persones vivint en cada habitatge era de 2,2 i el nombre mitjà de persones que vivien en cada família era de 2,81.
Per edats la població es repartia de la següent manera: un 23,1% tenia menys de 18 anys, un 4,6% entre 18 i 24, un 21,3% entre 25 i 44, un 23,1% de 45 a 60 i un 27,8% 65 anys o més.
L'edat mediana era de 46 anys. Per cada 100 dones de 18 o més anys hi havia 88,6 homes.
La renda mediana per habitatge era de 27.188 $ i la renda mediana per família de 35.625 $. Els homes tenien una renda mediana de 28.750 $ mentre que les dones 11.250 $. La renda per capita de la població era de 12.870 $. Aproximadament el 9,7% de les famílies i el 20,2% de la població estaven per davall del llindar de pobresa.

## Poblacions més properes
El següent diagrama mostra les poblacions més properes.